# Gangstar Rio: City of Saints
Gangstar Rio: City of Saints est un jeu vidéo de type GTA-like sorti en 2011 pour Java ME, iOS, Android et développé par Gameloft. Sorti en novembre 2011, il s'agit du sixième épisode de la série Gangstar.

## Accueil
- Pocket Gamer : 3,5/5[1]

- TouchArcade : 3,5/5[2]